# Campo Regio
Il biotopo Campo Regio è collocato nella pianura costiera fra i fiumi Osa a nord e Albegna a sud, a circa 20 km a sud di Grosseto, nei pressi di Fonteblanda, nel comune di Orbetello. 
L'area rientra nel sito di interesse regionale (SIR) B20 “Campo Regio” (IT51A0101) di 262,67 ha, ma non rientra nella Rete Natura 2000 ed in aree protette.

## SIR
Il sistema di dune e interdune fossili costituisce un'emergenza geomorfologica. Il sito rappresenta un esempio di area planiziale naturale relitta in un contesto agricolo. 
I principali elementi di criticità interni al sito sono: 
- In tempi recenti (fine anni ottanta) le aree con vegetazione seminaturale hanno subito una significativa contrazione per la messa a coltura di una prateria stagionalmente allagata. La conservazione dell'assetto odierno del sito è potenzialmente minacciata da cambiamenti nella gestione agricola, che potrebbero comportare ulteriori riduzioni delle zone umide e delle dune fossili a vantaggio delle aree coltivate.
- Le ridotte dimensioni e l'isolamento del sito ne rendono estremamente critica la conservazione, con rischio di scomparsa delle specie più esigenti.
- Possibile peggioramento della qualità delle acque per apporti di contaminanti e nutrienti di origine agricola.
- Interrimento di fossi e depressioni umide.
- Progressivo inaridimento per il deficit idrico accentrato dagli emungimenti a scopo agricolo.
- Presenza di assi stradali secondari e strade sterrate.

I principali elementi di criticità esterni al sito sono:
- Il sito è prossimo a importanti vie di comunicazione e ad aree interessate da turismo balneare di massa.
- La pianura dell'Albegna è in larga parte interessata da attività agricole intensive.

Le principali misure di conservazione da adottare sono:
1. Tutela dell'assetto geomorfologico, idraulico e vegetazionale del sistema di dune e interdune fossili (E).
2. Progressivo ampliamento delle aree occupate da vegetazione naturale e seminaturale (inclusi i pascoli, se utilizzati con carichi adeguati alle caratteristiche del sito) a scapito di zone coltivate (E).

Indicazioni per le misure di conservazione: 
- Elaborazione di un piano per la tutela dell'area, che preveda la conservazione delle aree naturali e seminaturali e individui le modalità per un loro progressivo ampliamento (E).
- Adozione di misure contrattuali per garantire la tutela a lungo termine del sito e un miglioramento del suo stato di conservazione (E).
- Adozione di misure contrattuali o gestionali per la salvaguardia del sistema di fossi e depressioni umide (M).

## Territorio
Esso dista dalla linea di costa circa 1,5 km ed ha una superficie di circa 20 ha. Il biotopo di Campo Regio è un lembo di area umida sublitoranea in cui sono ancora conservati piccoli nuclei di quelle selve termo-igrofile planiziali che rappresentano la vegetazione spontanea “climax” delle pianure costiere maremmane con falda freatica elevata e originariamente soggette ad allagamento . 
Nonostante la piccola estensione ed il completo accerchiamento da parte delle aree coltivate, in esso sopravvivono specie vegetali di ambienti umidi in via di progressiva rarefazione. 
Alcune di esse compaiono nelle liste rosse regionali e in quelle della legge toscana sulla flora protetta. 
L'area di Campo Regio insiste su una pianura litoranea formata dai sedimenti fluviali portati dai fiumi Albegna e Osa, che sfociano poco a sud e immediatamente a nord, rispettivamente, del biotopo. In questo tratto la linea costiera ha subito notevoli variazioni, anche in tempi storici, ed ha lasciato evidenti tracce di una passata posizione più interna proprio nell'area di Campo Regio dove sono ancora presenti cordoni dunali “fossili” di materiale sabbioso. 
Al di fuori del biotopo le prolungate ed estese lavorazioni del terreno per fini agricoli hanno completamente cancellato dalla pianura questa “memoria” geomorfologica. I cordoni dunali fossili rappresentano un habitat più asciutto rispetto alle bassure umide interposte fra di essi, contribuendo quindi ad aumentare la diversità ecologica del sito. 
Climaticamente, l'area ricade pienamente nel tipo mediterraneo, con precipitazioni medie annue di poco superiori ai 600 mm e temperature intorno ai 15 °C. L'umidità del terreno è comunque assicurata dal prolungato ristagno idrico e dalla presenza di una falda freatica elevata.

## Geomorfologia
La tipologia ambientale prevalente nel SIR è data dall'area di pianura con seminativi e incolti, caratterizzata da un fitto reticolo di siepi e alberature e da un sistema di dune fossili e depressioni umide, allagate stagionalmente o in modo permanente, con formazioni di elofite e boschi ripariali e mesoigrofili. Il sito rappresenta uno degli ultimi rarissimi lembi relitti della vegetazione decidua subcostiera delle pianure maremmane con carattere caldo umido, dominata da Fraxinus oxycarpa e Ulmus minor. I boschi, frequentemente allagati, presentano aree acquitrinose ad elevata ricchezza floristica. 

## Flora
A Campo Regio sono presenti residui di boschi a carattere termofilo ed igrofilo, dominati dal frassino meridionale (Fraxinus oxycarpa) e dall'olmo campestre (Ulmus minor), due specie forestali tipiche di ambienti planiziali umidi. 
Ad esse si associano altri alberi minori, come l'acero campestre o più raramente l'ontano nero (Alnus glutinosa). 
L'associazione di riferimento è Alno-Fraxinetum oxycarpae. 
Nel sottobosco è sviluppata una rigogliosa flora erbacea con Cyperaceae, Poaceae e numerose altre specie, come ad esempio il vistoso giglio d'acqua (Iris pseudacorus). 
Data la scarsa “profondità” dei nuclei di bosco in essi entrano anche specie vegetali che irradiano dai vicini campi coltivati. 
Sono anche presenti piccoli lembi di fruticeti sclerofillici a fillirea, lentisco e alaterno (ordine Quercion ilicis), che colonizzano i cordoni dunali fossili lievemente rilevati. Essi rappresentano la tipica espressione del clima mediterraneo laddove la falda freatica non arriva a mitigare l'azione determinante dell'aridità estiva. 
I nuclei di bosco sono intercalati a lamineti igrofili e subalofili di giunchi (Juncus maritimus, J. acutus, J. subulatus) e Cyperaceae dei generi Carex (in particolare C. divisa), Eleocharis, Bolboschoenus e Schoenoplectus. 
A Campo Regio sono presenti numerose piante di ambienti umidi litoranei, sia dulciacquicoli che più o meno salmastri. Nel primo gruppo rientrano ad esempio Orchis laxiflora, Glyceria fluitans, Eleocharis palustris, Alopecurus bulbosus, Oenanthe silaifolia, Oenanthe fistulosa, Bromus racemosus e Veronica anagalloides. 
Sono in gran parte specie piuttosto rare e quindi importanti sul piano della conservazione della biodiversità fitotassonomica regionale. Orchis laxiflora e l'ombrellifera Oenanthe fistulosa, presenti entrambe con una piccola popolazione nel sottobosco del frassineto, appaiono nella lista rossa delle specie vulnerabili della Toscana. 
Fra le piante più spiccatamente alofile troviamo invece Juncus gerardi, Triglochin bulbosum ssp. barrelieri, Trifolium squamosum e Limonium narbonense, tutte localizzate al di fuori delle fitocenosi boschive. Queste specie risultano piuttosto diffuse negli ambienti litoranei salmastri della Toscana centro-meridionale. 
Altre specie di interesse fitogeografico sono Romulea ramiflora, piccola iridacea dai fiori violacei, e i due ranuncoli semiacquatici Ranunculus peltatus e Ranunculus ophioglossifolius, dai piccoli fiori bianchi e gialli, rispettivamente. 
Infine è da menzionare la presenza di Carduncellus coeruleus, un'asteracea mediterranea di ambienti aridi nota per sole poche località regionali. Essa si trova con pochi individui ai margini del biotopo, in prossimità dei cordoni rilevati colonizzati dalle sclerofille sempreverdi.
Per la fitocenosi, vanno considerati i frassineti ripariali delle lame interdunali fossili di Campo Regio.

## Fauna
Campo Regio è un sito di nidificazione e sosta per specie ornitiche rare e minacciate.
Tra le specie di uccelli ricordiamo l'averla cenerina (Lanius minor), nidificante fino ad anni recenti, da confermare; l'occhione (Burhinus oedicnemus), nidificante fino ad anni recenti. 
L'area, di discreta importanza per specie legate ai boschi umidi, ospita piccole popolazioni di specie minacciate legate al paesaggio agricolo planiziale tradizionale.